# Rio Piranhas (vattendrag i Brasilien, Rio Grande do Norte)
Rio Piranhas är ett vattendrag i Brasilien.   Det ligger i delstaten Rio Grande do Norte, i den östra delen av landet, 1 700 km nordost om huvudstaden Brasília.
Omgivningen kring Rio Piranhas är huvudsakligen savann. Området är ganska glesbefolkat, med 26 invånare per kvadratkilometer.